# Émile Gontier
Émile Gontier (Émile Eugène Gontier; * 13. November 1877 in Argenteuil; † 1947) war ein französischer Stabhochspringer, Diskuswerfer und Kugelstoßer.
Bei den Olympischen Spielen 1900 in Paris wurde er Vierter im Stabhochsprung und Zwölfter im Diskuswurf.
Dreimal wurde er Französischer Meister im Stabhochsprung (1898, 1900, 1901), zweimal im Diskuswurf (1898, 1900) und einmal im Kugelstoßen (1897).

## Persönliche Bestleistungen
- Stabhochsprung: 3,10 m, 15. Juli 1900, Paris
- Diskuswurf: 32,17 m, 23. Juni 1901, Paris